# Saxenegg
Saxenegg ist eine Ortschaft in der Katastralgemeinde Innernstein in der Marktgemeinde Münzbach im Bezirk Perg in Oberösterreich. Die gleichnamige Burgruine Saxenegg befindet sich nächst der nordöstlichen Grenze bereits in St. Thomas am Blasenstein.

## Geographie
Saxenegg besteht aus zerstreuten Häusern, liegt auf etwa 420 m ü. A. und hatte zum Stichtag 1. Jänner 2001 140 Einwohner.
Die Ortschaft befindet sich im Nordwesten der Marktgemeinde Münzbach und grenzt im Norden an die Ortschaft Unter Sankt Thomas in der Marktgemeinde und Katastralgemeinde St. Thomas am Blasenstein, im Nordwesten an die teilweise zu Rechberg und teilweise zu Windhaag zählende Ortschaft Kemet sowie die Ortschaft Kürnstein in der Katastralgemeinde und Ortsgemeinde Rechberg.
Im Westen reicht Saxenegg an die Ortschaften Altenburg, Freindorf in der Katastralgemeinde Altenburg in der Ortsgemeinde Windhaag bei Perg sowie an die zu den Gemeinden Rechberg und Windhaag zählende Ortschaft Holzmann heran.
Die westliche Grenze bildet der Schwertmüllerbach.
Saxenegg gehört zur Raumeinheit Aist-Naarn-Kuppenland.

## Kleindenkmale
In Saxenegg befinden sich mehrere Kleindenkmäler, die von den jeweiligen Errichtern bzw. deren Nachkommen in Stand gehalten bzw. erneuert werden.
- Bildsäule: Die dreiteilige Bildsäule aus Granit an der Abzweigung des Güterweges Kemet verfügt über ein Metallkreuz und eine Bildnische mit einem Hinterglasbild von Maria mit dem Kind. Die Inschrift enthält die Jahreszahl 1763.
- Ein Marterl an der Straße nach Pabneukirchen erinnert an den tödlichen Verkehrsunfall im Jahr 1981.
- Weirer-Kapelle: Die Kapelle steht am Rand des ehemaligen Fußsteigs nach St. Thomas am Blasenstein und erinnert an einen Todesfall im Jahr 1935. Im Inneren befindet sich neben dem Kreuz eine Marienstatue, ein Herz-Jesu-Bild und ein Herz-Maria-Bild.
- Vorderhofberger-Kapelle: In der 1895 am Güterweg Saxenegg errichteten Kapelle befindet sich der ehemalige Einsiedelaltar der ehemaligen Klosterkirche und heutigen Pfarrkirche Münzbach. Die Kapelle wurde 1993 gründlich saniert.
- Emausbild (Vorderhofberger): Das gemalte Emausbild in einer Mauernische an der Wand wurde 1985 erneuert.
- Plank-Kapelle: Nach der Verlegung der Straßenkreuzung wurde die Kapelle aus der Nachkriegszeit abgerissen und an der neuen Weggabelung neu errichtet. Bei der Kapelle finden Maiandachten statt.